# Antiscrofuleux
On désigne par antiscrofuleux un groupe de médicaments et de préparations diverses, qui était autrefois utilisé dans le traitement des écrouelles (ou scrofules), nom désuet d’une maladie tuberculeuse provoquant des fistules purulentes localisées sur les ganglions lymphatiques du cou (adénopathie). Par exemple, la gentiane jaune était appliquée aux malades.
Ces traitements n'ont plus cours aujourd'hui, et ils appartiennent à l'histoire de la médecine.
Les rois de France étaient capables, selon la croyance de l'époque, de guérir (ou de transmettre) cette maladie, par "miracle royal". On peut voir une représentation de cette croyance dans le tableau Bonaparte visitant les pestiférés de Jaffa d'Antoine-Jean Gros.